# Неро (Торино)
Неро је насеље у Италији у округу Торино, региону Пијемонт.
Према процени из 2011. у насељу је живело 51 становника. Насеље се налази на надморској висини од 969 м.